# Leslie Clio

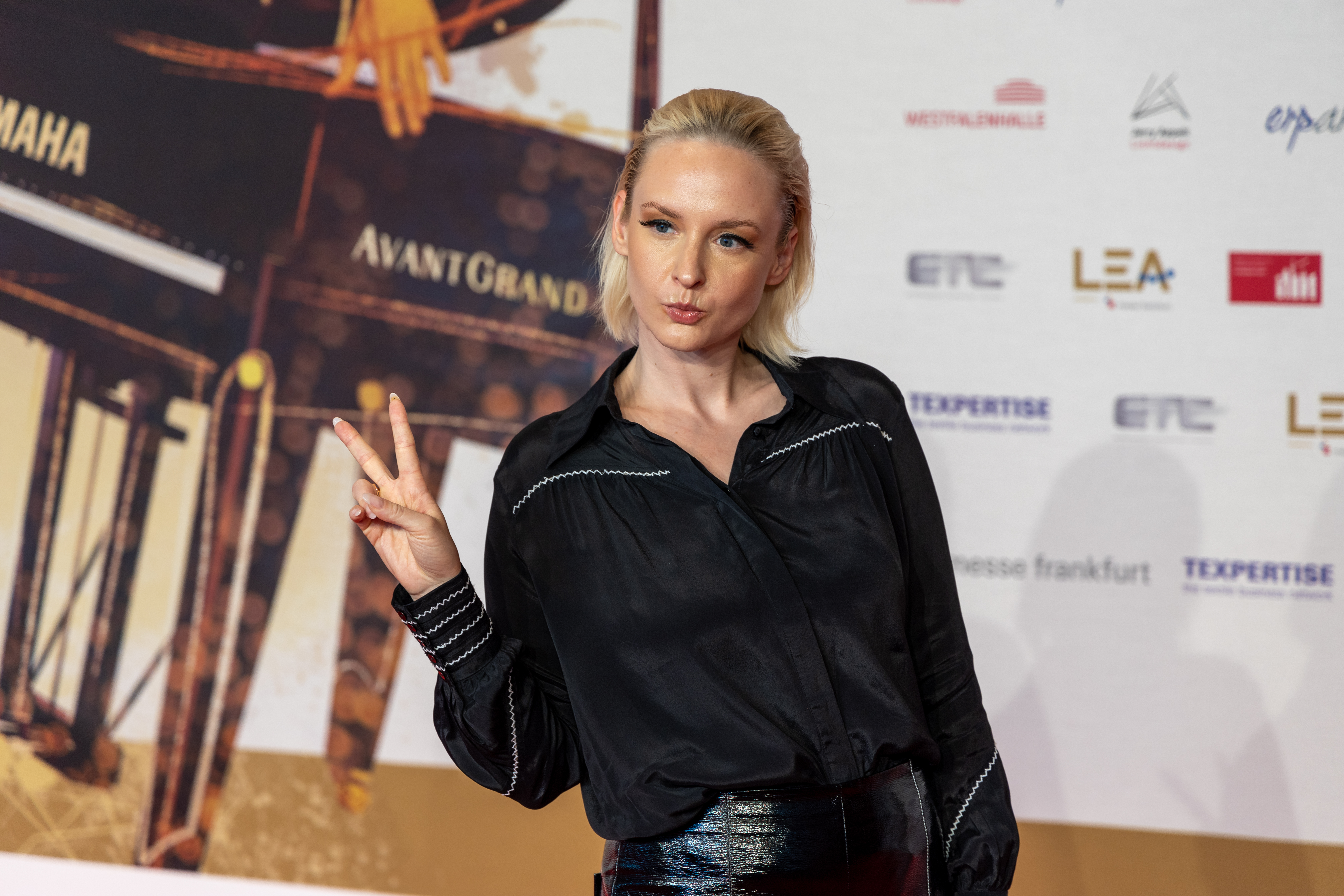
Leslie Clio, 2023

Leslie Clio (* 16. August 1986 in Hamburg) ist eine deutsche Songwriterin, Soul- und Popsängerin.

## Leben
Clio wurde 1986 in Hamburg geboren. 2008 zog sie nach Berlin. Sie war mit Bosse, Keane, Marlon Roudette, Joss Stone, Phoenix und Lionel Richie auf Tour. Ihr erstes Album Gladys erschien im Februar 2013 und wurde von Nikolai Potthoff von Tomte produziert. Ihre Debütsingle Told You So wurde im September 2012 veröffentlicht. Die zweite Single I Couldn’t Care Less ist u. a. auch auf den Soundtracks von Schlussmacher und Heute bin ich blond zu hören. Clio beschreibt ihren Stil als Soul-Pop. 2014 war sie in der Kategorie Beste Künstlerin National für den Echo nominiert.
Clio schrieb zusammen mit Oliver Koletzki den Song No Man, No Cry, der im Oktober 2014 auf seinem Album I Am Ok erschien. 2015 war sie eins der fünf Mitglieder der deutschen Jury für den Eurovision Song Contest 2015 und schrieb den Song Heatwave zusammen mit Shuko und Talib Kweli. Ihr Lied Eureka wurde mit angepasstem Text als Titellied für die Seifenoper Mila auf Sat.1 verwendet.

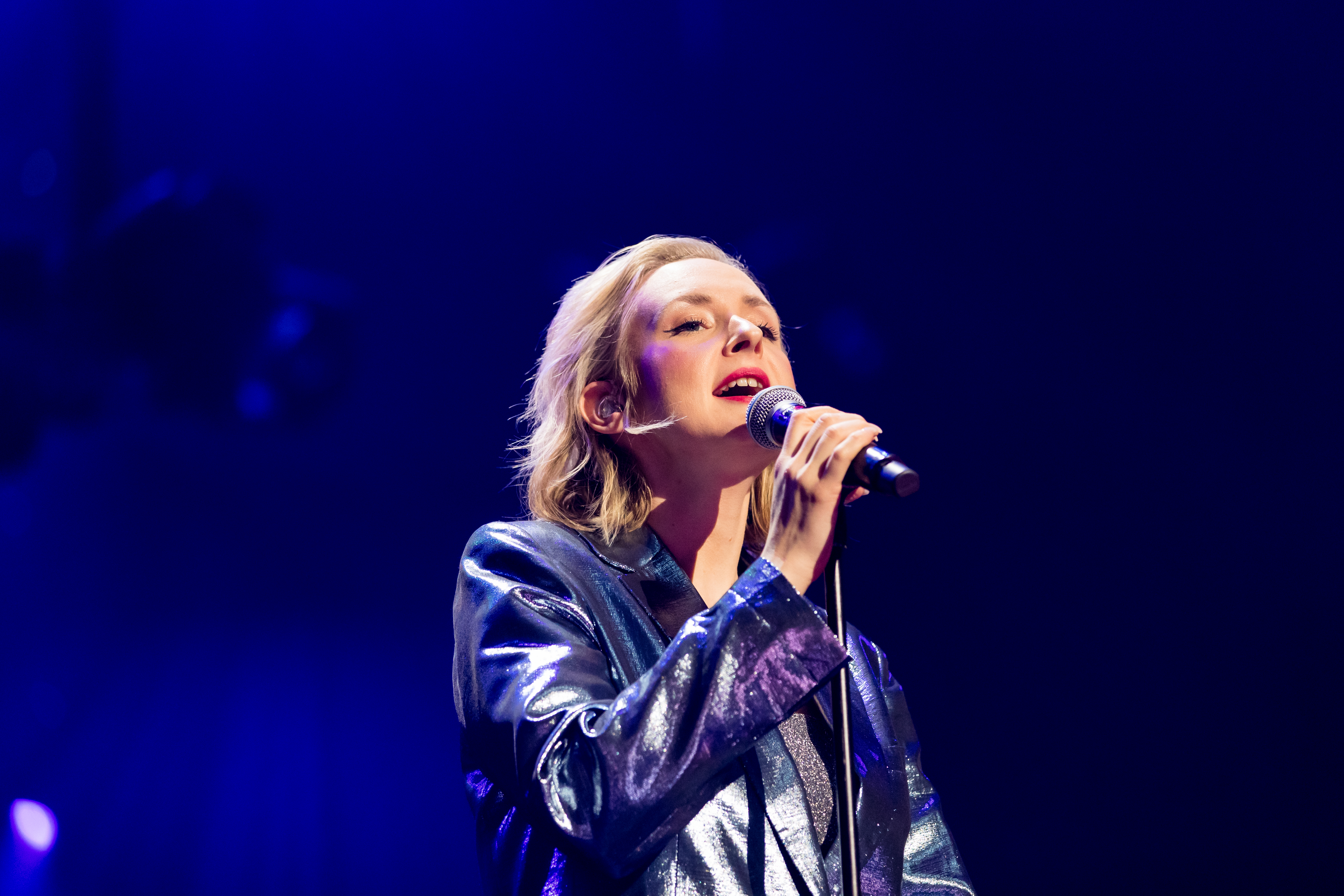
Leslie Clio, 2019

Im Mai 2017 erschien ihr drittes Album Purple. Vorab war im Februar 2017 die Single Darkness Is a Filler veröffentlicht worden. 2018 nahm sie an der fünften Staffel von Sing meinen Song – Das Tauschkonzert teil.
Im Herbst 2019 war Clio zu Gast bei der Konzertreihe Night of the Proms. 2020 gründete sie ihr eigenes Label House of Clio. Unter dem Namen Kid Clio veröffentlichte sie im Oktober 2021 das Kindermusik-Album Highfive!. Sie übersetzte und sang den Song Starting Now für Disneys Kampagne Disney Prinzessin – Für immer, für alle, der im Original von Brandy gesungen wurde. Ihr viertes Studioalbum Brave New Woman erschien im Februar 2022. Im Herbst 2022 nahm sie als „Zahnfee“ an der 7. Staffel von The Masked Singer teil und belegte den vierten Platz.
Im Januar 2023 bewarb sie sich im Zuge des TikTok-Votings mit ihrem Lied Free Again für Unser Lied für Liverpool und erreichte den sechsten Platz, eröffnete die Berlinale und spielte im Vorprogramm von Lionel Richie während seiner deutschen Shows. 2024 schrieb sie 3 Songs für Marianne Rosenberg, unter anderem das Titelstück Bunter Planet sowie "Verlass Dich Nicht Auf die Liebe", mit beiden Titeln trat Marianne in der Giovanni Zarrella Show auf. Im Januar 2025 erschien Clio's Single Just Friends, die auf #4 der Neueinsteiger in den deutschen Airplay Charts einstieg.

## Diskografie
Studioalben

| Jahr | Titel Musiklabel                     | Höchstplatzierung, Gesamtwochen, AuszeichnungChartplatzierungen (Jahr, Titel, Musiklabel, Platzierungen, Wochen, Auszeichnungen, Anmerkungen) | Höchstplatzierung, Gesamtwochen, AuszeichnungChartplatzierungen (Jahr, Titel, Musiklabel, Platzierungen, Wochen, Auszeichnungen, Anmerkungen) | Höchstplatzierung, Gesamtwochen, AuszeichnungChartplatzierungen (Jahr, Titel, Musiklabel, Platzierungen, Wochen, Auszeichnungen, Anmerkungen) | Anmerkungen                           |
| Jahr | Titel Musiklabel                     | DE | AT | CH | Anmerkungen                           |
| ---- | ------------------------------------ | --- | --- | --- | ------------------------------------- |
| 2013 | Gladys Vertigo Records (UMG)         | DE11 (8 Wo.)DE | AT30 (3 Wo.)AT | CH22 (4 Wo.)CH | Erstveröffentlichung: 8. Februar 2013 |
| 2015 | Eureka Vertigo Records (UMG)         | DE14 (3 Wo.)DE | — | CH85 (1 Wo.)CH | Erstveröffentlichung: 17. April 2015  |
| 2017 | Purple Embassy of Music (WMG)        | DE41 (4 Wo.)DE | — | CH67 (2 Wo.)CH | Erstveröffentlichung: 19. Mai 2017    |
| 2022 | Brave New Woman House of Clio (Sony) | DE55 (1 Wo.)DE | — | — | Erstveröffentlichung: 4. Februar 2022 |